# Lisozim
El lisozim, també anomenat muramidasa, és un enzim de 14,4 kilodalton que danya les cèl·lules bacterianes catalitzant la hidròlisi de les unions beta 1,4 entre els residus d'àcid N-acetilmuràmic i N-acetil-D-glucosamina en un peptidoglicà. El lisozim és abundant en nombroses secrecions com la saliva, les llàgrimes i el moc. És present també en els grànuls citoplasmàtics dels neutròfils polimorfonuclears (PMN). Una gran quantitat d'aquest enzim es troba en la clara d'ou.

## Fisiologia
La majoria dels bacteris afectats per lisozims no són patogènics en alguns casos, el lisozim és la raó principal per la que aquests organismes no arriben a ser patogènics. El lisozim pot actuar com una opsonina innata o com un enzim catalític.
Els lisozims serveixen com opsonines innates unint-se a la superfície bacteriana, reduint la càrrega negativa i facilitant la fagocitosi dels bacteris, tot això abans de l'arribada de les opsonines del sistema inmunològic. És a dir, el lisozim fa que les cèl·lules fagocítiques puguin absorbir més fácilment el bacteri.
Com enzim funciona atacant els peptidoglicans, cosa que explica la seva ubicació en la paret cel·lular dels bacteris, especialment en els gram positius. El lisozim hidrolitza l'enllaç glucosídic entre el residu d'àcid N-acetilmuràmic NAMA i el carboni 4 (C4) de la N-acetilglucosamina.
Això ho fa uninto la molècula de peptidoglicà en el lloc actiu, una prominent fenedura entre els seus dos dominis, provocant que la molècula substrat adopti una conformació molt tensa, similar a la d'un estat de transició. Segons el mecanisme de Phillips, el lizosim s'uneix a un hexasacàrid deformant el quart sucre (l'anell D) que adopta una conformació de mitja cadira. En aquest estat de tensió l'enllaç glucosídic és fàcilment trencat.
S'ha descobert que l'àcid glutàmic 35 (Glu35) i l'àcid aspàrtic 52 (Asp52) són indispensables per a l'activitat d'aquest enzim. El Glu35 actua com donador de protons per a l'enllaç glucosídic, tallant l'enllaç C-O en el substrat. L'Asp52 actua com nucleòfil per a generar l'intermediari enzimático-glucosídic (complex enzim-substracte). Després, aquest intermediari reacciona amb una molècula d'aigua per a tornar a deixar intacta l'enzim i alliberar el producte de la hidròlisi.

## Paper en patologies
Algunes formes d'amiloïdosi tenen com a causa la mutació del gen del lisozim, cosa que porta l'acumulació d'aquest enzim a diversos teixits.

## Història
Alexander Fleming (1881-1955), qui també descobrí la penicil·lina, descriví el lisozim el 1922.
La seva estructura va ser descrita per David Chilton Phillips (1924-1999) el 1965.

## Comercialització
La lisozima pot ser comprada com a sòlid o en forma líquida i pot costar entre 0.17-0.31 euros per gram